# Freihandelsabkommen Kolumbien – USA
Das Freihandelsabkommen zwischen Kolumbien und den USA (spanisch Tratado de Libre Comercio entre Colombia y los Estados Unidos, TLC), über das sich am 27. Februar 2006 Kolumbien und die USA nach intensiven, 21 Monate dauernden Verhandlungen mit erheblichen Verzögerungen über die Schaffung einer bilateralen Freihandelszone einigten, trat am 15. Mai 2012 in Kraft. 
Mit dem Abkommen soll der bilaterale Handel zwischen den USA und Kolumbien ausgeweitet werden. Vorgesehen ist eine Zollfreiheit für den Großteil von Industriegütern, aber auch für einige landwirtschaftliche Produkte. Kolumbien verspricht sich von der Vereinbarung einen Anstieg des Bruttoinlandsproduktes von bis zu einem Prozentpunkt und eine Zunahme der Exporte in die USA in den folgenden Jahren um 50 %. Das südamerikanische Land will seine bilateralen Handelsabkommen systematisch ausweiten und so Zugang zu externen Märkten zu erhalten. Die kolumbianische Regierung gab offiziell zu, dass es nach Inkrafttreten des Freihandelsabkommens Bevorzugte und Benachteiligte geben wird.